# Dragan Rokvić
Dragan Rokvić (Subotica, 6. februar 1961 — Novi Sad, 14. januar 2025) bio je istaknuti kulturni radnik Subotice, publicista, književnik, poznavalac zavičajne kulturne baštine. Bio je šef kabineta potpredsednika Vlade Republike Srbije u Vladi premijera Zorana Đinđića (2001–2002), načelnik Severnobačkog okruga (2002–2004) i direktor Gradske biblioteke u Subotici (2009–2022).

## Biografija
Dragan Rokvić rođen je 6.2.1961. u Subotici, gde je završio osnovnu i srednju školu. Diplomirao je na Filološkom fakultetu u Beogradu na odseku jugoslovenske književnosti – smer književna publicistika. Sarađivao je sa brojnim časopisima, a prve tekstove objavio je početkom 80-ih godina u časopisu “Rukovet”. Profesionalnu i radnu karijeru započeo je u knjižari izdavačke kuće Nolit 1987. godine. Naredne 1988. zasniva radni odnos u Narodnom pozorištu u Subotici, gde je vodio knjižaru Yu Fest sve do 1992, kada nastavlja karijeru kao vlasnik sopstvene privatne knjižare.  Tokom 1998. zaposlio se u Radio Subotici, tada značajnom opozicionom mediju, gde je obavljao funkciju pomoćnika direktora. Od 2001. godine bio je zaposlen u Vladi Republike Srbije kao šef kabineta potpredsednika Vlade.
Krajem 2002. godine imenovan je za načelnika Severnobačkog okruga u Subotici i tu funkciju obavljao je do kraja mandata premijera Vlade Zorana Živkovića. Na poziciji načelnika okruga bio je u veoma dramatičnim okolnostima, u situaciji vanrednog stanja, koje je proglašeno atentatom na premijera Zorana Đinđića.  Po isteku mandata, 2004. godine karijeru je nastavio u Gradskoj upravi grada Subotice kao samostalni stručni saradnik za kulturu, sport i informisanje. Za direktora Gradske biblioteke u Subotici imenovan je 2009. godine i na toj funkciji proveo je tri mandata, do 2022. godine.

## Kulturni i društveni doprinosi
Posebno se ističe njegov rad na očuvanju i promociji jevrejske kulturne baštine u Subotici. Autor je knjige “Leksikon kulture Jevreja u Subotici – I deo”, koja predstavlja rezultat višegodišnjeg istraživanja i sakupljanja građe o subotičkim Jevrejima. Dragan Rokvić bio je član Saveta za očuvanje misaonog nasleđa Radomira Konstantinovića u Subotici. Objavio je sedam knjiga:
- Avers i revers. 2004., roman
- Tvoj kućni prag je meni (2005), roman
- Ko je ko u Subotici. 2007., publicistika
- Subotica u XVIII veku. 2013., zavičajna monografija
- Istorija Gradske biblioteke u Subotici. 2020., zavičajna monografija
- Leksikon kulture Jevreja u Subotici. 2022., publicistika
- Velika avantura slobodnog zidara Gotfrida Libetrauta na obali Palićkog jezera (2023), publicistika

Osim knjiga objavio je mnoštvo novinarskih i publicističkih radova, studija i prikaza u stručnoj periodici, novinama i veb portalima. Tokom 2021. godine proglašen je za najboljeg veb-inovativnog bibliotekara u Republici Srbiji. Kao direktor Gradske biblioteke u Subotici ostvario je odličnu saradnju sa ambasadom SAD u okviru delatnosti Američkog kutka u Subotici (AC).
Tokom svog mandata na poziciji direktora Gradske biblioteke u Subotici uspešno je inicirao i realizovao proces digitalizacije bibliotečkog fonda i građe.  Bio je inicijator i u potpunosti sproveo izgradnju moderne digitalne čitaonice u sklopu postojeće zgrade. Nova čitaonica korisnicima pruža mogućnosti kako za učenje i kulturne događaje, tako i za istraživački rad u skladu sa potrebama digitalnog doba.
Dragan Rokvić se od 2004. godine bavio istraživanjem subotičke zavičajne istorije, bio je pasionirani kolekcionar istorijskih podataka koje je prikupljao i zapisivao godinama. Idejni je tvorac i osnivač popularne Fejsbuk grupe “Subotičanke i Subotičani” koja se bavi lokalnom istorijom uz negovanje interkulturalnog duha grada Subotice.
Tokom svoje profesionalne radne karijere vodio je i moderirao preko 1000 književnih večeri, okruglih stolova i tribina koje su se bavile književnim i društvenim aspektima. Krajem devedesetih godina bio je saradnik ANEM-a (Asocijacija nezavisnih elektronskih medija), radija B92, i drugih nezavisnih medijskih kuća, a nekoliko godina bio je i saradnik Helsinškog odbora za ljudska prava. U to vreme sarađivao je sa većinom nevladinih organizacija koje su bile usmerene ka izgradnji demokratskog društva. Po prirodi poslova na kojima je bio angažovan značajan deo aktivnosti usmeravao je ka istraživačkom novinarstvu i analitičkom sagledavanju političkih i društvenih procesa u srpskom društvu, posebno u periodu posle 2000. godine. Na posredan ili neposredan način bio je uključen u mnoge izbore i političke procese. Jedno vreme izdavao je i uređivao magazin „Regional“ koji je izlazio u štampanom formatu i donosio analitičke tekstove, intervjue i prevode raznih tekstova sa mađarskog i engleskog jezika.